# ساعتلی (بردع)
ساعتلی (به ترکی آذربایجانی: Saatlı) یک منطقه مسکونی در جمهوری آذربایجان است که در شهرستان بردع واقع شده‌است. ساعتلی ۶۲۲ نفر جمعیت دارد.

## بومیان قابل توجه
- میرزا گلیف - قهرمان ملی آذربایجان[۱]